# Jean-Yves Cozan
Jean-Yves Cozan, né le 16 mai 1939 à Lambézellec et mort le 15 juin 2015 à Quimper, est un homme politique français du Modem, proche du Parti breton.

## Biographie
Après des études de sociologie, il devient journaliste à l’hebdomadaire Le Progrès de Cornouaille dont il devient le directeur (1962-69), avant d’entrer au cabinet d'André Colin, ancien ministre, conseiller général d'Ouessant et président du conseil général du Finistère (1969-78), en qualité de secrétaire général du CODAFF, comité d'expansion du Finistère. D’abord inscrit au Centre des démocrates sociaux (CDS), il continue sa carrière politique comme adhérent de l’UDF et membre du Club Idées-Action d’Alain Madelin, tout en concluant des accords avec le PS. Ainsi, en 1998, il se maintient au second tour des élections sénatoriales où trois candidats socialistes sont élus et un sortant RPR réélu. En 1998, il mène une liste « Indépendants de Bretagne » non affiliée à un parti mais qui fait partie de la majorité de droite.
Il est élu adjoint au maire de Quimper (1977-89), conseiller général du canton d'Ouessant (depuis le décès d'André Colin en 1978), conseiller régional de Bretagne de 1986 à 1988, et à nouveau de 1998 à 2004, enfin député du Finistère de 1986 à 1997.
Parallèlement, il fut, à partir de 1983, président du parc naturel régional d'Armorique et de six sociétés d’économie mixte. En outre, il fut président de Finist'air et administrateur de la SEM d’aménagement du Finistère. Il est désigné « Breton de l’année 1991 » par Armor Magazine. 
En février 1995, il est traduit en justice pour abus de biens sociaux, faux et usage de faux, puis condamné pour ces faits le 2 mai 1996. Il est reconnu coupable d'avoir loué des voitures, pour une somme de 131 915 francs, au moyen de la carte bancaire de la Société d'aménagement du Finistère (SAFI). La condamnation est confirmée en appel et sa peine est fixée à six mois de prison avec sursis.
À l’Assemblée nationale, il siégea à la commission de la défense et présida activement le groupe d’amitié France-Chine.
Au conseil régional de Bretagne, dont il fut vice-président jusqu'en 2004, il prit en charge la promotion de l’identité bretonne et de la culture.
Le 30 mars 2009, il rejoint le Modem. Au printemps 2010 il est président du comité de soutien à la liste Modem aux élections régionales en Bretagne, "Bretagne au Centre" .

## Hommage
En 1992, une fausse plaque de rue "Place de la Cozanie Centrale" est apposée par des amis de l'ancien député au dessus du pub quimpérois « Le Céilí » où il a ses habitudes et organise des réunions. Elle est complétée après son décès par une plaque commémorative officielle à l'occasion d'un hommage organisé en 2018 par la mairie de Quimper.

### Filmographie
- L’homme à l’écharpe blanche (2023), film de Philippe Guilloux[8].